# Saint-Dizier-les-Domaines
Saint-Dizier-les-Domaines ist eine Gemeinde im Zentralmassiv in Frankreich. Sie gehört zur Region Nouvelle-Aquitaine, zum Département Creuse, zum Arrondissement Guéret und zum Kanton Bonnat. Sie grenzt im Westen und im Nordwesten an Genouillac, im Nordosten an Bétête, im Osten an Clugnat, im Südosten an Jalesches und im Süden an Châtelus-Malvaleix. Das Siedlungsgebiet liegt auf ungefähr 350 Metern über der Meereshöhe.

## Bevölkerungsentwicklung
| Jahr      | 1962 | 1968 | 1975 | 1982 | 1990 | 1999 | 2012 |
| --------- | ---- | ---- | ---- | ---- | ---- | ---- | ---- |
| Einwohner | 383  | 325  | 297  | 242  | 215  | 199  | 180  |

## Sehenswürdigkeiten

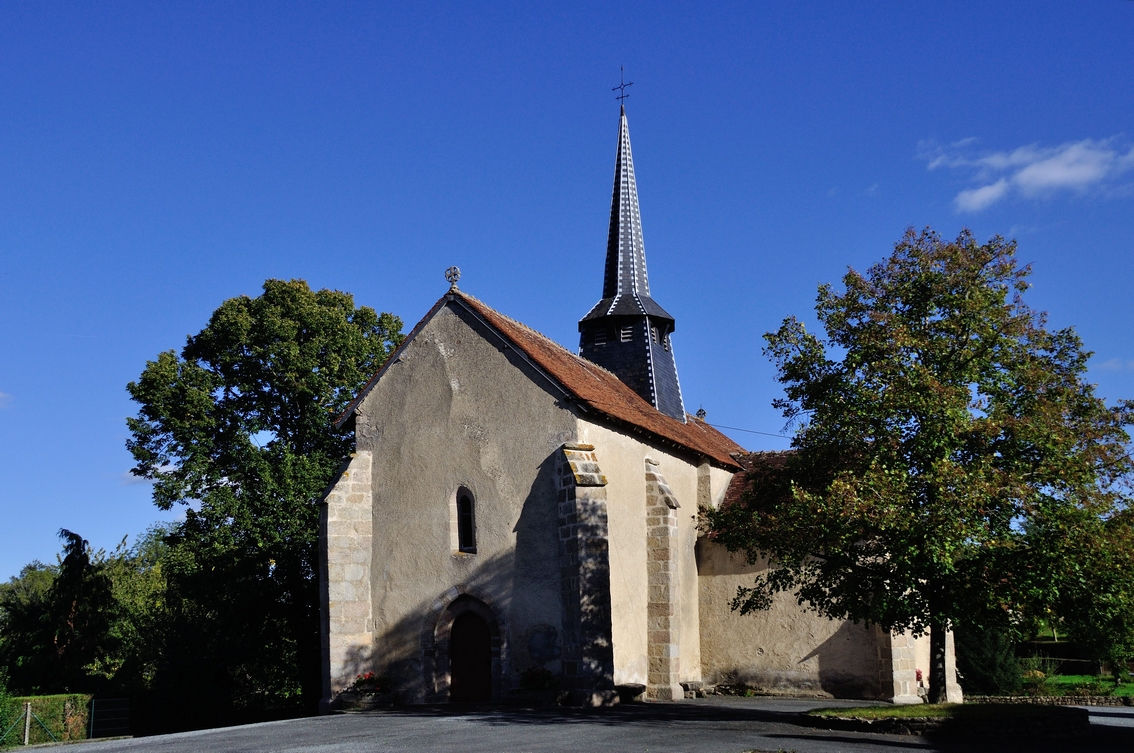
Kirche Saint-Dizier

- Kirche Saint-Dizier